# نانسي جوايلد
نانسي جوايلد (بالإنجليزية: Nancy Guild)‏ هي ممثلة أمريكية، ولدت في 11 أكتوبر 1925 بلوس أنجلوس في الولايات المتحدة، وتوفيت في 16 أغسطس 1999 في الولايات المتحدة بسبب مرض.

## وصلات خارجية
- نانسي جوايلد على موقع IMDb (الإنجليزية)
- نانسي جوايلد على موقع قاعدة بيانات الفيلم (الإنجليزية)